# برنارد مونتغمري
برنارد مونتغمري (بالإنجليزية: Bernard Montgomery) (17 نوفمبر 1887 - 24 مارس 1976) كان مشيراً في الجيش البريطاني استطاع قيادة قوات الحلفاء إلى الانتصار في معركة علم حلفا وفي معركة العلمين الثانية عام 1942 وتحقيق النصر على قوات المحور بقيادة ثعلب الصحراء إرفن روميل خلال معارك الحرب العالمية الثانية وعموما يرجع له الفضل في هزيمة قوات المحور في شمال إفريقيا كله وبعد ذلك انتقل لقيادة الجبهة في إيطاليا وشمال غرب أوروبا وكان من قادة الحلفاء في معركة النورماندي التي نزل فيها الحلفاء إلى أوروبا لمواجهة القوات النازية والتقدم نحو برلين.
توفي في لندن عام 24 مارس 1976.

## معرض صور

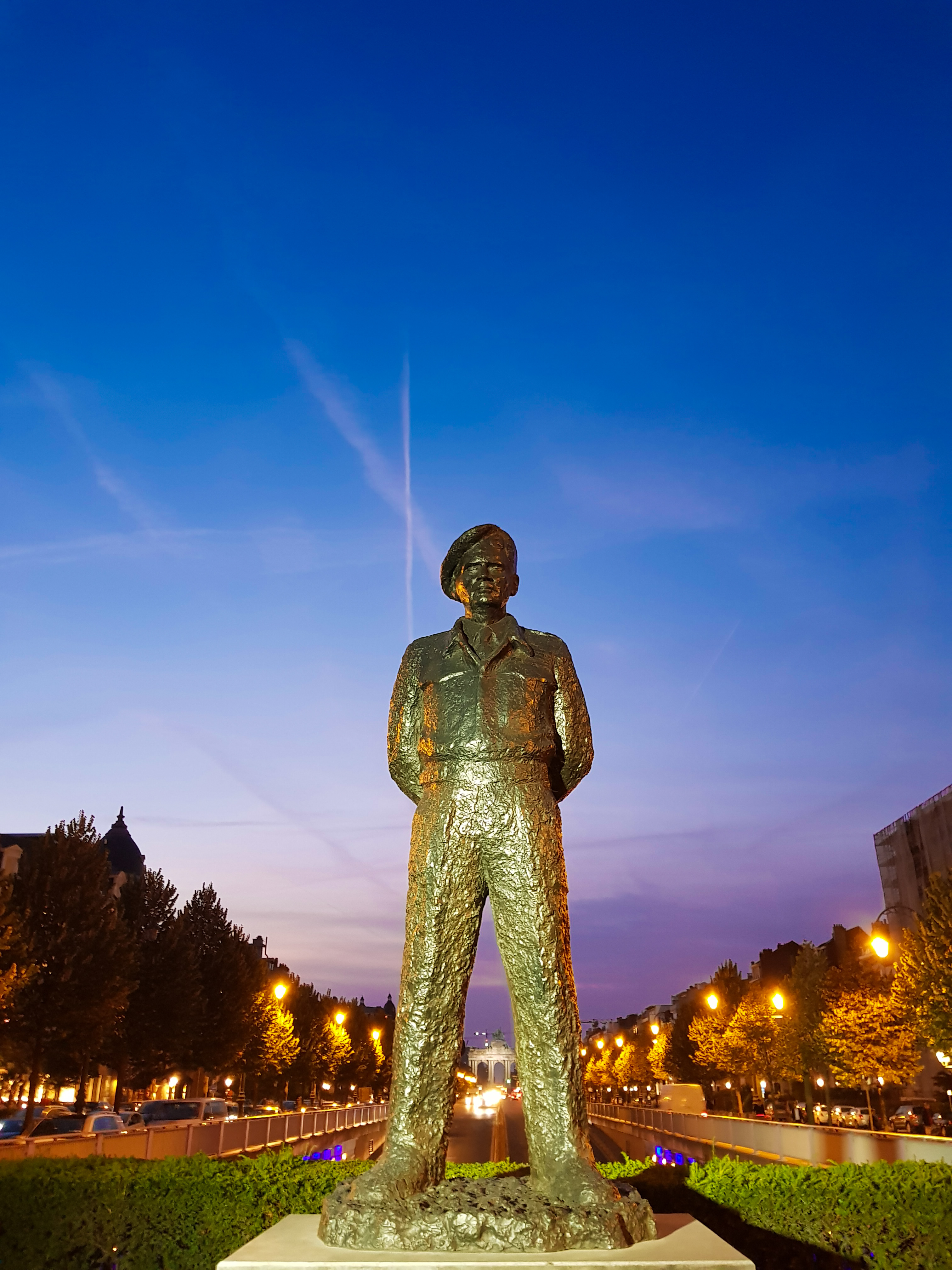
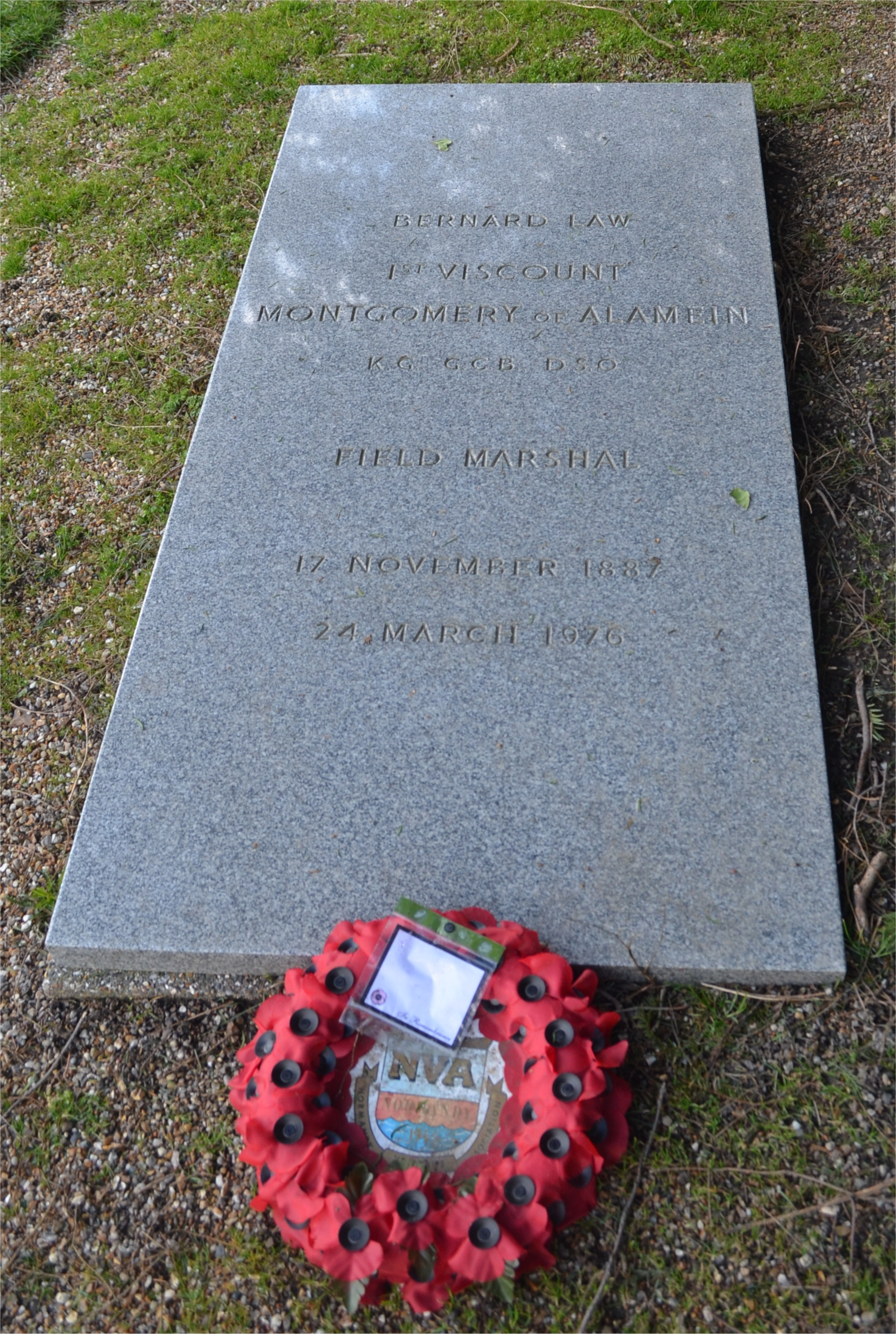
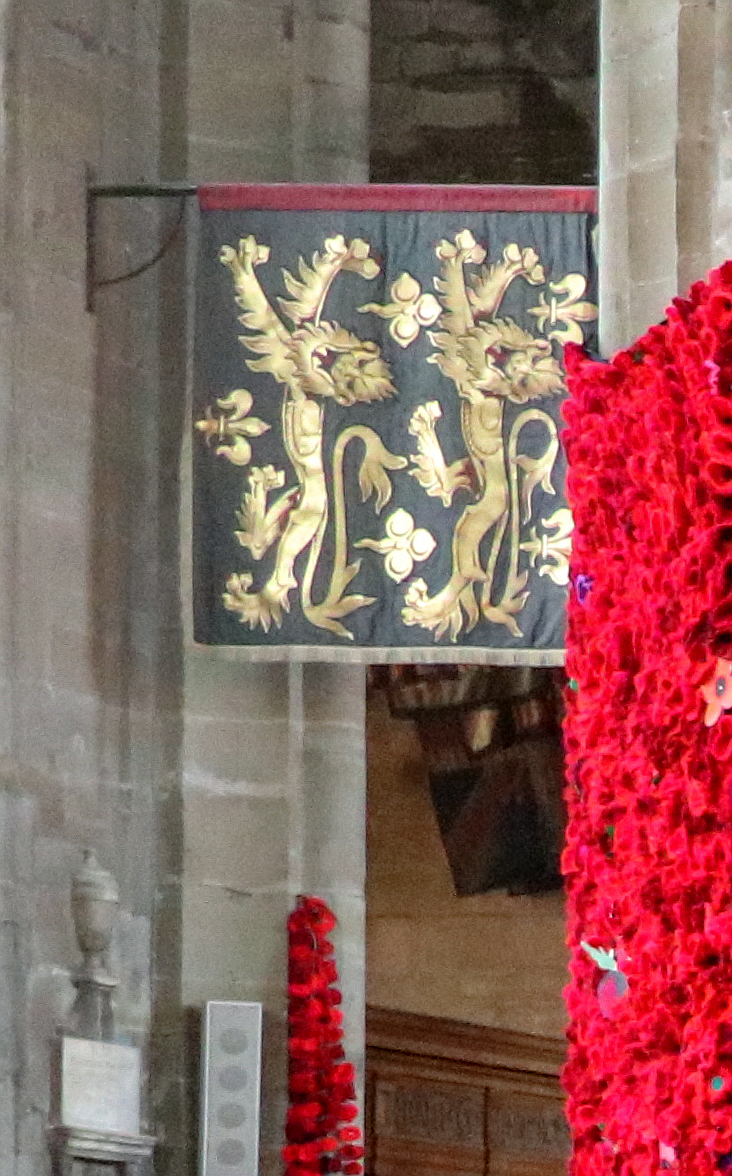

## روابط خارجية
- برنارد مونتغمري على موقع IMDb (الإنجليزية)
- برنارد مونتغمري على موقع الموسوعة البريطانية (الإنجليزية)
- برنارد مونتغمري على موقع مونزينجر (الألمانية)
- برنارد مونتغمري على موقع إن إن دي بي (الإنجليزية)
- برنارد مونتغمري على موقع ديسكوغز (الإنجليزية)
- برنارد مونتغمري على موقع قاعدة بيانات الفيلم (الإنجليزية)